# Torcuato Fernández-Miranda

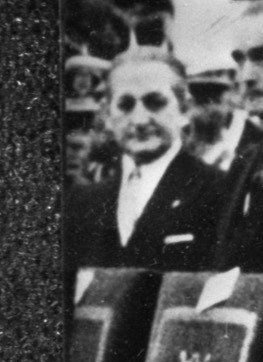
Torcuato Fernández-Miranda (um 1975)

Torcuato Fernández-Miranda Hevia, Duque de Fernández-Miranda (* 10. November 1915 in Gijón; † 19. Juni 1980 in London) war ein spanischer Rechtswissenschaftler, Politiker und übergangsweise Ministerpräsident Spaniens (Presidente del Gobierno).

## Biografie

### Studium und berufliche Laufbahn
Fernández-Miranda absolvierte ein Studium der Rechtswissenschaften an der Universität Oviedo. Vor der Machtübernahme von Francisco Franco befand er sich im Untergrund, ehe er 1936 der Armee Francos beitrat. Nach dem Zweiten Weltkrieg war er von 1947 bis 1951 zunächst Rektor des Collegio Mayor Valdéz Soles. Danach war er von 1951 bis 1968 zum Professor für Politisches Recht an der Universität von Oviedo, deren Rektor er zugleich von 1954 bis 1956 war. 1968 erfolgte seine Berufung zum Professor für Politisches Recht an die Universität Complutense Madrid.
Neben seiner Tätigkeit als Hochschullehrer war er zugleich mehrere Jahre im Arbeitsministerium tätig. Zunächst war er dort Generaldirektor für Erwachsenenbildung von 1954 bis 1956, danach Generaldirektor für Universitätsausbildung und schließlich von 1963 bis 1965 Generaldirektor für Soziale Förderung.

### Aufstieg zum Ministerpräsidenten unter Franco
Seine politische Laufbahn begann er 1966 mit der Ernennung zum Sekretär für Kultur und Bildung des Movimiento Nacional. Vom 29. Oktober 1969 bis 3. Januar 1974 war er als Nachfolger von José Solis Ruiz Generalsekretär im Range eines Ministers des aus der Falange entstandenen Movimiento Nacional, der Einheitspartei während des Regimes von Franco, tätig. Die vorhergegangenen letzten Regierungsjahre Francos waren geprägt vom Anwachsen sozialer Konflikte, denen die Regierung mit Repressionen begegnete. Zugleich sahen viele Politiker die Schwierigkeiten nach dem Ableben Francos und der unsicheren Nachfolgeregelung noch anwachsen. General Franco hatte großes Vertrauen in Fernández-Miranda und beauftragte ihn mit der politischen Ausbildung von Prinz Juan Carlos, nachdem dieser 1969 von Franco als offizieller Nachfolger im Amt des Staatsoberhaupts mit dem Titel eines Königs ernannt wurde.
Am 8. Juni 1973 wurde er zum Stellvertretenden Ministerpräsidenten in der Regierung von Admiral Luis Carrero Blanco ernannt. Nach der Ermordung des Admirals wurde er am 20. Dezember 1973 zum Ministerpräsidenten Spaniens (Presidente de Gobierno) einer Übergangsregierung ernannt. Obwohl er selbst als einer der aussichtsreichsten Kandidaten für die Nachfolge Carrero Blancos angesehen wurde, fiel die Wahl für das Amt des Ministerpräsidenten trotz der leisen Kritik an der Inkompetenz wegen der Ermordung Carrero Blancos dann am 31. Dezember 1973 jedoch auf den bisherigen Innenminister und früheren langjährigen Bürgermeister von Madrid, Carlos Arias Navarro. Dieser hatte dabei insbesondere das Vertrauen der Ehefrau Francos, Carmen Polo y Martínez-Valdés, und von dessen Schwiegersohn Cristóbal Martínez Bordiú.

### Parlamentspräsident unter König Juan Carlos
Nach dem Tode Francos am 20. November und der Krönung von Juan Carlos I. zum König am 22. November 1975 wurde er als Nachfolger von Alejandro Rodríguez de Valcárcel am 2. Dezember 1975 zum Präsidenten des Parlaments (Cortes Españolas) ernannt. Als solcher übernahm er zugleich das Amt des Präsidenten des Kronrates und wurde als solcher einer der maßgeblichen Berater des jungen Königs bei der Umgestaltung des Post-Franquismus. Er sah insbesondere die Notwendigkeit demokratischer Veränderungen und deren verfassungsgemäße Erreichung. Er war von der Idee überzeugt, ein Zweiparteiensystem zu etablieren mit einer Konservativen Partei und einer eher Liberalen Partei, die dann die historische Spanische Sozialistische Arbeiterpartei (PSOE) unter dem Vorsitzenden Rodolfo Llopis ersetzen könnte. Diese Idee fand jedoch keine Realisierung, sondern es kam vielmehr zu einer führenden Rolle der neuformierten PSOE unter deren jungen Politikern um Felipe González, Alfonso Guerra, Javier Solana und Enrique Múgica Herzog.
Am 15. Juni 1977 trat er vor der allgemeinen Parlamentswahl von seinem Amt als Präsident der Cortes zurück; sein Nachfolger wurde Fernando Álvarez de Miranda. Nach seinem Rücktritt wurde er vom König zum Senator (Senador) des Konstituierenden Parlaments bis zum 2. Januar 1979 ernannt. Außerdem wurde er von König Juan Carlos zum Herzog (Duque) von Fernández-Miranda geadelt (der erbliche Titel ging nach seinem Tod auf den Sohn Enrique Fernández-Miranda y Lozana über) und wurde zudem Ritter des Ordens vom Goldenen Vlies (Orden del Toisón de Oro).

## Veröffentlichungen
- El pecado como concepto fundamental en el problema justificativo del Derecho y el Estado. (El pensamiento agustiniano y el problema deontológico del Derecho), Madrid 1943
- La justificación del Estado, Madrid 1946 (Memento vom 12. Januar 2008 im Internet Archive) (Die Rechtfertigung des Staates)
- El hombre y la sociedad, 1961
- Friedrich Wilhelm Bautz: CAMUS, Albert. In: Biographisch-Bibliographisches Kirchenlexikon (BBKL). Band 1, Bautz, Hamm 1975. 2., unveränderte Auflage. Hamm 1990, ISBN 3-88309-013-1, Sp. 904–907 (Artikel/Artikelanfang im Internet-Archive). (Albert Camus und das Zeugnis der Christen)
- El problema político (Das politische Problem)
- Estado y constitución (Staat und Verfassung)